# Kanton Gap-Centre
Kanton Gap-Centre (fr. Canton de Gap-Centre) je francouzský kanton v departementu Hautes-Alpes v regionu Provence-Alpes-Côte d'Azur. Tvoří ho pouze střed města Gap.